# Katastrofa samolotu Let L-410 Turbolet (2021)
Katastrofa samolotu Let L-410 Turbolet – wypadek lotniczy samolotu Let L-410 Turbolet, należącego do linii South Sudan Supreme Airlanes, do którego doszło 2 marca 2021 w Pieri w Sudanie Południowym. W wyniku wypadku śmierć poniosło 10 osób (8 pasażerów i 2 członków załogi), wszystkie osoby, które znajdowały się na pokładzie.

## Wypadek
Samolot z fałszywą rejestracją HK-4274 rozbił się natychmiast po starcie z lotniska Pieri. Urząd Lotnictwa Cywilnego Sudanu Południowego ogłosił, że około 10 minut po starcie wystąpiła awaria silnika. Samolot próbował zawrócić na lotnisko, ale doszło do awarii drugiego silnika, co spowodowało utratę prędkości i rozbicie się prawdopodobnie po przeciągnięciu.